# Montemayor del Río
Montemayor del Río és un municipi de la comarca de la Sierra de Béjar, a la província de Salamanca, Castella i Lleó, Espanya.
La localitat té una superfície de 15,30 km². La seva altitud és de 677 m sobre el nivell del mar. La vila de Montemayor està situada al Sistema Central, entre el massís de Gredos i la Serra de França (Sierra de Béjar). Situada al sud-est de la província de Salamanca, molt prop de la província de Càceres, el seu terme municipal arriba fins a la línia de separació de les dues províncies. Per a arribar a la localitat, tant pel nord com pel sud, s'hi ha d'anar per la N630 o l'autovia de la Plata, desviant-se a l'altura de Peñacaballera. S'han de recórrer set km per una estreta i dificultosa carretera local.
La localitat està agermanada amb la vila homònima de Montemayor a la província de Còrdova. Montemayor del Río fou declarada Conjunt Històric Artístic el 1982. Ubicada al costat de l'antiga Calçada de la Plata, durant l'Edat Mitjana va tenir jurisdicció sobre catorze pobles, alguns dels quals conserven avui dia part del seu nom, com Colmenar de Montemayor, Baños de Montemayor i Horcajo de Montemayor, entre d'altres.

## Demografia
| 1991 | 1996 | 2001 | 2004 |
| ---- | ---- | ---- | ---- |
| 3861 | 378  | 360  | 371  |